# Cerodontha lindrothi
Cerodontha lindrothi är en tvåvingeart som beskrevs av Griffiths 1964. Cerodontha lindrothi ingår i släktet Cerodontha och familjen minerarflugor. Inga underarter finns listade i Catalogue of Life.